# Warlucephala arunda
Warlucephala arunda är en insektsart som beskrevs av Jacobi 1909. Warlucephala arunda ingår i släktet Warlucephala och familjen dvärgstritar. Inga underarter finns listade i Catalogue of Life.